# Gabriel-Marie Legouvé
Gabriel-Marie Jean Baptiste Legouvé, född den 23 juni 1764 i Paris, död där den 30 augusti 1812, var en fransk författare. Han var son till Jean-Baptiste Legouvé och far till Ernest Legouvé.
Legouvé gjorde lycka med flera tragedier, däribland La mort d'Abel (1792), Épicharis et Néron (1793, innehållande anspelningar på Robespierres tyranni) och La mort de Henri IV (1806). Större rykte vann han emellertid genom lärodikten Le mérite des femmes (1801), som gavs ut i över 40 upplagor. Hans Œuvres complètes gavs ut i tre band 1826–1827, hans Œuvres choisies 1854. Legouvés poesi sägs mer ha varit en frukt av studier och smak än av poetisk ingivelse.